# Український націоналізм
Украї́нський націоналі́зм — політична ідеологія, а також громадсько-політичний рух, що ставить на меті створення і розвиток української національної держави та/або захист національної самобутності. Націоналізм вимагає в першу чергу національної самосвідомості, усвідомлення національної спільності групи людей.
Джерела українського націоналізму вбачають передусім у поезії Тараса Шевченка, де український націоналізм виступає як поєднання цінності особи та нації, самобутньої культури та державної незалежності.

## Історія
Термін «націоналізм» був запропонований Йоганном Готфрідом Гердером (nationalismus) наприкінці 1770-х років. Його розвиток тісно пов'язаний із розпадом станового поділу суспільства, який існував в історичну епоху між раннім Феодалізмом та Індустріалізацією.

### Виникнення течії

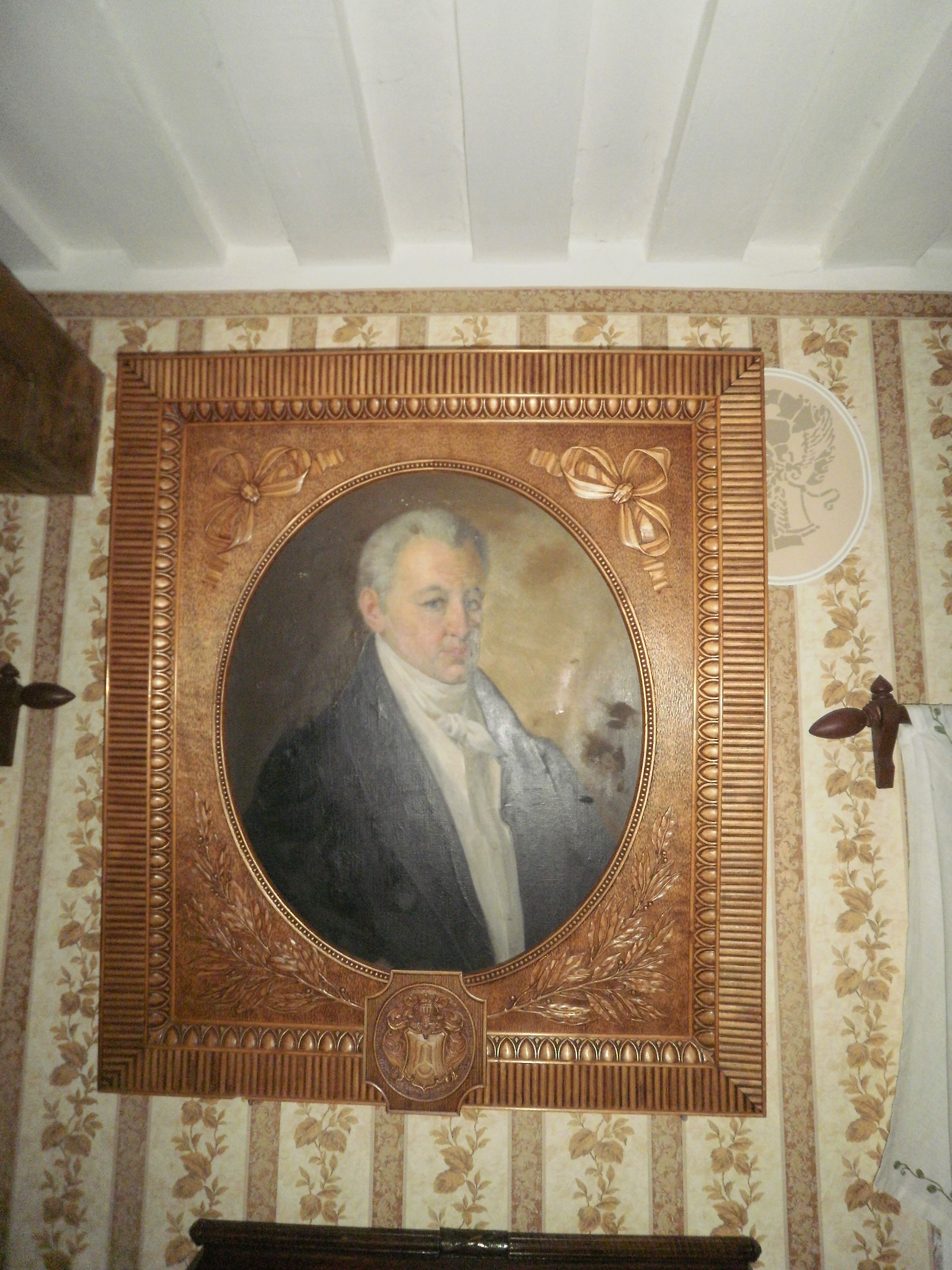
Іван Котляревський. Портрет з музею-садиби. (Полтава, Іванова гора)

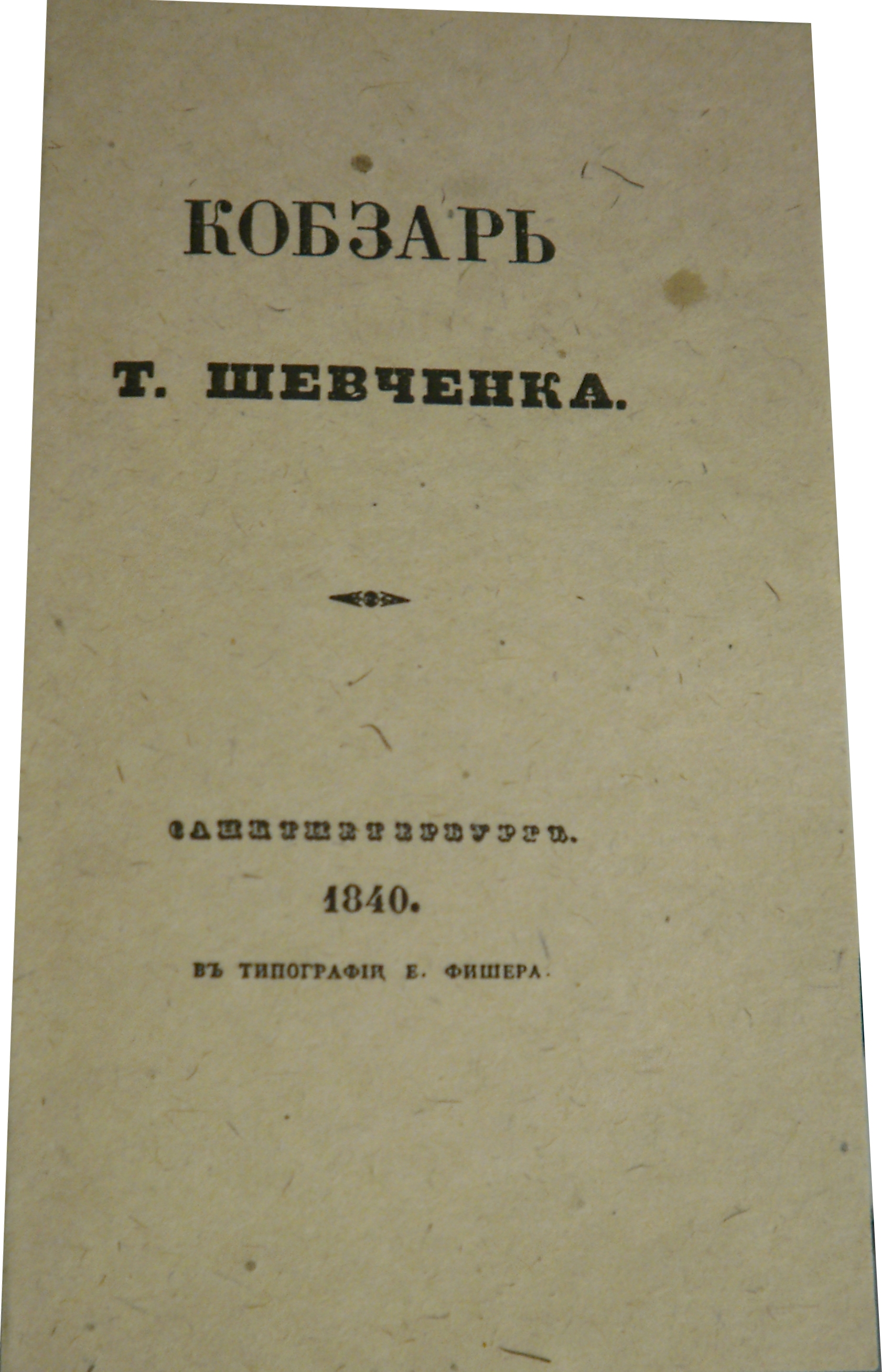
Репринт «Кобзаря»

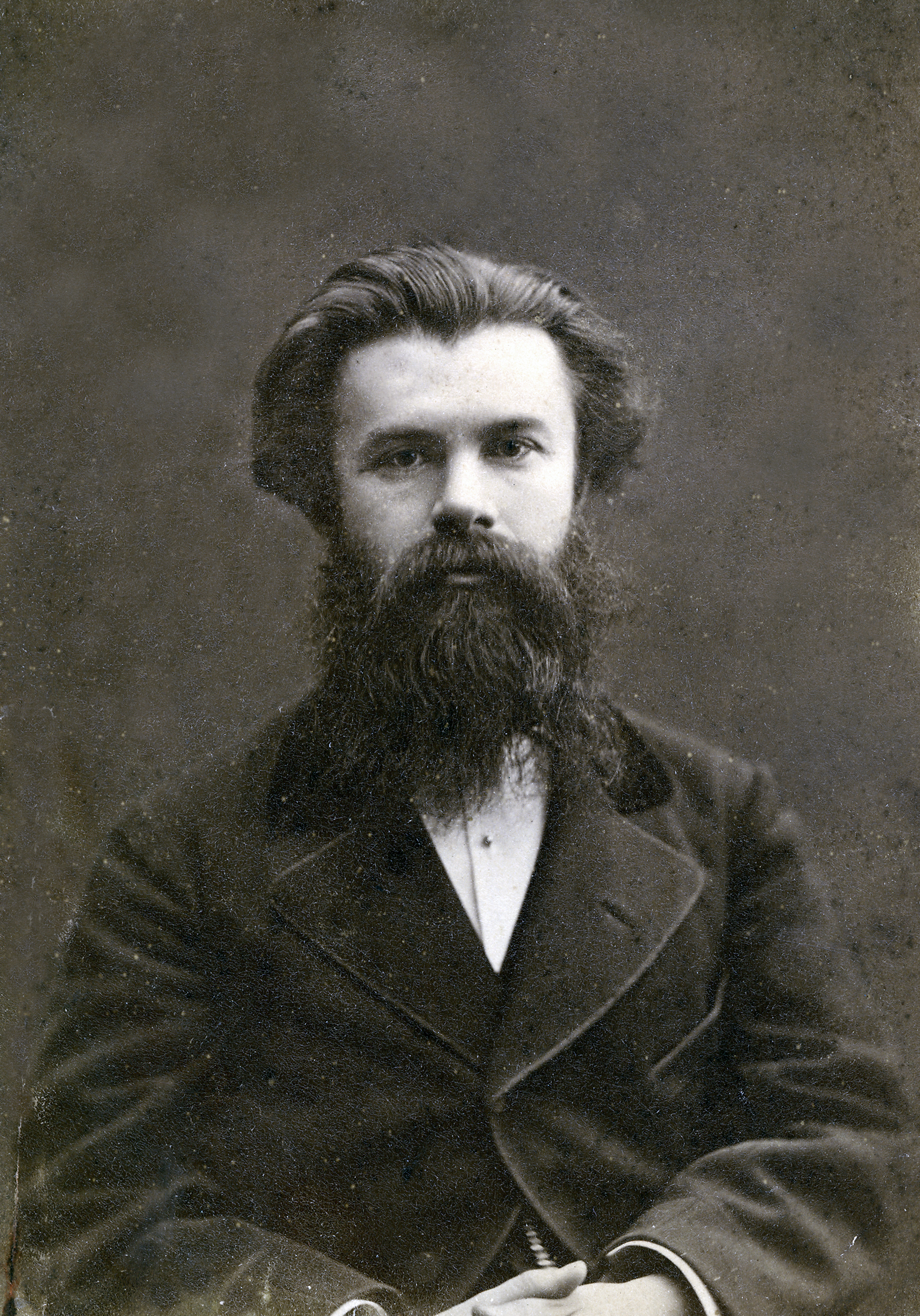
Михайло Драгоманов

Як і для багатьох інших етнічних груп Європи, за визначенням М. Гроха, українське націєтворення розпочалося наприкінці XVIII ст. проявами наукового зацікавлення мовою, літературою, фольклором та історією рідного краю. На Лівобережній Україні група освічених дворян, нащадків козацької старшини розпочала наукові дослідження з української мови та фольклору. Їх представникам належить авторство першого літературного твору, створеного народною українською мовою («Енеїда» І. Котляревського, 1798), першої національної історії українців («Історія Русів») тощо. В 1830-х рр. цей рух розгортається вже не лише в Харкові, але й у Києві, де Миколою І був заснований університет імені Володимира, який мав на меті русифіковувати українську інтелігенцію, але це не завадило поширенню української ідеї в його стінах. В київському регіоні виріс також Тарас Шевченко, чия перша поетична збірка 1840 р. («Кобзар») справила величезний вплив на розвиток національного руху завдяки поєднанню національного та соціального елементів. Під впливом наддніпрянських українців, а також слов'янських народів Габсбурзької монархії в 30-х рр. У Львові сформувався патріотичний гурток греко-католицьких священиків і семінаристів. Найважливішим здобутком їх діяльності стали руська граматика і перший літературний твір розмовною українською мовою Галичини — альманах «Русалка Дністровая».
1846-го в Києві було створено Кирило-Мефодіївське братство з його національно-українською програмою проте вже наступного року товариство було викрито, а його учасників і прихильників заарештовано, а потім засуджено до тривалих термінів заслання. Невдовзі революція 1848 р. стала нетривалим підготовчим етапом національно-культурного відродження і сприяла розгортанню динамічного політичного руху галицьких українців. Потужними рушійними силами тут були організуюча роль УГКЦ і, до певної міри, політика Відня, що використовував русинів у боротьбі з польським домінуванням в Галичині. Виникали національні організації, очолені Головною Руською Радою з місцевими осередками, з'явилась українська преса. Згуртуванню національних сил сприяли вибори до парламенту та діяльність у ньому українських депутатів, а також робота делегатів-українців у Слов'янському з'їзді. Було розроблено національно-політичну програму, в якій проголошено єдність усіх українців і висунуто гасло поділу «коронного краю Галичини» з метою подолання переваги поляків у населеній переважно українцями Східній Галичині. Проте в умовах австрійського неоабсолютизму політичні національні організації зійшли зі сцени, а репрезентований клерикалами-консерваторами та русофілами-старорусинами національний рух втратив свої позиції.
Тим часом українська інтелігенція Росії, скористалася відносно ліберальною тогочасною політикою. Літератори та історики в Петербурзі гуртувалися навколо журналу «Основа», з'явилася мережа громадських товариств. Опісля січневого повстання 1863 р. (в якому взяла участь значна частина українців) почалися переслідування зародків «українофільського» руху, що розглядався як «польська інтрига». Це пояснювалося тим, що польський національний рух розвивався пліч-о-пліч з українським одночасно. Валуєвським указом українській мові було відмовлено в праві на існування, а друкування книжок цією «неіснуючою» мовою заборонено. На початку 70-х рр. були відроджені громади, а в інтелектуальних
колах Києва університетські професори В. Антонович і М. Драгоманов окреслили більш диференційовані національно-політичні програми. Однак умови для розгортання національно-культурного руху незабаром погіршилися. Відбулися чергові репресивні акції, зокрема Емський указ.
Від середини 60-х рр., пожвавлюється національний рух у Галичині. Передумовою цього стало утвердження австрійського конституціоналізму, що гарантував основні громадські права та уможливлював політичну активність. Консервативне «москвофільське» угруповування почало втрачати популярність, поступаючись молодшому поколінню народовців. Засновувалися національні організації, як-то, «Просвіта» 1868 р., що з допомогою численних читалень поширювала народну освіту та виховувала національну свідомість. В 1873 р. засновується культурно-наукове Товариство ім. Шевченка, і у 80-х рр. виникають перші українські кооперативи. Агітацію в середовищі селянства провадились разом з греко-католицьким кліром. Це сприяло успіхові, але в той же час змушувало ставити значно поміркованіші цілі. Тому такі інтелектуали, як І. Франко і М. Павлик, стали ініціаторами радикальної та соціалістичної течії, що розвивалася під впливом ідей Драгоманова, який з політичних мотивів 1876 р. емігрував з Росії. Вони заснували 1890 р. першу сформовану українську політичну партію — Русько-українську радикальну партію. Було створено патріотичні спортивні товариства: «Сокіл», на кшталт чеського, і «Січ», швидко розвивалася україномовна періодика.
На загал зародження українського націоналізму відбулось на зламі XVIII—XIX ст. як визнання власних культурних особливостей козацько-шляхетської еліти та культурницьких інтересів нової інтелігенції. Саме поняття «націоналізм» було введене в 1880 — 1890-х роках. На той час воно ототожнювалося, головне, з культурним самовизначенням представників української інтелігенції або як альтернатива «шовінізму».

### Початок XX-го століття

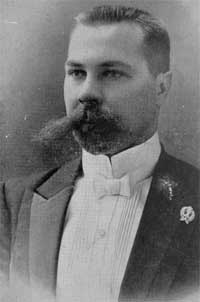
Микола Міхновський — перший ідеолог українського націоналізму та організатор війська

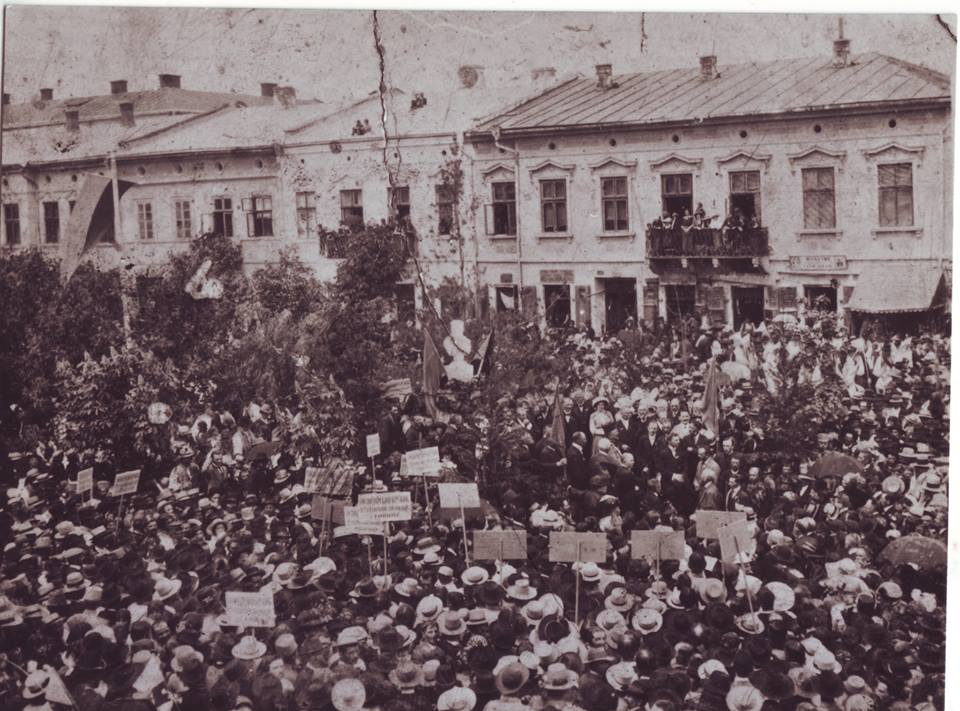
Урочисте відкриття пам'ятника Тарасові Шевченку, 28 травня 1914 р. на площі Тараса Шевченка Коломиї

Термін «націоналізм» з'являється в українській публіцистиці приблизно у 80 — 90-ті роки XIX ст. Спершу цей термін використовувався не на позначення конкретної політичної доктрини, а передбачав досить широке коло суспільно-політичних уявлень та вподобань українців. Наприклад, Борис Грінченко в «Листах з України Наддніпрянської» вирізняє серед українських діячів «формальних націоналістів», які «виявляють прихильність до всього вкраїнського: до вкраїнської мови, до вкраїнської літератури, навіть до вкраїнської одежі,— але й тільки…», та «свідомих українських націоналів-народолюбців», або, як згодом стали їх називати, «національно свідомих» українців. На рубежі XIX—XX ст. ситуація змінилася: поділ українського національного руху на окремі конкуруючі течії і боротьба між ними призводять до ідеологізації і політизації поняття «націоналізм».
Спочатку українські соціал-демократи цілком у дусі ортодоксального марксизму почали ототожнювати «український націоналізм» із «буржуазною інтелігенцією» та її намаганнями очолити визвольний рух мас. Саме тоді вони запровадили поняття «український буржуазний націоналізм». Лев Юркевич писав у 1910 р. про те, що «з відродженням неісторичних націй, з національною самоорганізацією в них класів — національна буржуазія, яка називає себе „інтелігенцією“, намагається стати на чолі народу, прикривається патріотичною ідеологією, котрою зодушевлює „інтелігенція“ народ на сліпу їй службу». Одним із найактивніших опонентів «буржуазного націоналізму» був публіцист, який друкувався під псевдонімом «Дм. Закопанець» — у майбутньому автор відомого маніфесту радикального українського націоналізму Д. Донцов. Цікавим є той факт, що українських соціал-демократів, зокрема Д. Донцова та Л. Юркевича, вважав «буржуазними націоналістами» за їхні позиції щодо організації робітничого руху російський соціал-демократ, лідер більшовиків В. Ульянов (Ленін).

### Доба Визвольної війни 1917—1921 років
Тогочасна українська ліберально-демократична інтелігенція (або, за термінологією того часу, поступовська), яку соціал-демократи охрестили «буржуазно-націоналістичною», у свою чергу також відмежовувалася від «націоналізму», ідентифікуючи його з радикально-націоналістичною ідеологією, шовінізмом, або ж згадуючи як націоналістів російські шовіністичні кола в Україні. В дусі цієї традиції вживав термін «націоналізм» Грушевський у своїх публіцистичних працях. Навесні 1917 р. він згадував про те, що він та його однодумці завжди виступали проти «національного еросу», проти «національного шовінізму», наголошував на тому, що «оборонці української національності не будуть націоналістами».
Водночас з Грушевським, Юркевичем та Донцовим активно використовував термін «націоналізм» політичний теоретик Микола Міхновський. «Головна причина нещастя нашої нації, — писав 1905 р. М. Міхновський, — брак націоналізму серед широкого загалу її […]. У нас на Україні націоналізм дуже принизився: наша нація, виключаючи небагатьох переважно із інтелігенції, — не націоналістична…». Міхновський використовував термін «націоналізм» на позначення політичної свідомості українців.

### Міжвоєнна доба

Титульний аркуш друкованого видання ГУНМ в Празі «Національна Думка». 1926 р.

Практично всі дослідники вважають виникнення радикально-націоналістичного руху реакцією частини українського суспільства на поразку Української революції 1917—1921 років та ліквідацію реальної української державності і поділ етнічних українських земель між іншими державами. До чинників поширення українського націоналізму слід віднести: моральний і політичний занепад українських політичних партій в еміграції, наявність суспільних груп, здатних на самоорганізацію під націоналістичними гаслами (студентство і українські старшини), зростання впливів тоталітарних, право-радикальних рухів у Європі на фоні незадоволення політикою західних демократій, для яких українське питання було маргінальним, зрештою — ідеологічна еволюція окремих особистостей, що мали вплив на суспільну свідомість і наявність нехай слабкої, але власної традиції націоналістичного мислення.
Не можна не згадати й того, що політичний клімат деяких держав, де виникали осередки українського націоналістичного руху, давав можливості для його більш-менш сталого розвитку. Варто пригадати, що провідні еміграційні осередки націоналістичних організацій на еміграції утворилися і діяли в демократичних країнах (Європа і США). На західноукраїнських землях за всіх відомих нам історичних умов навіть найбільш жорсткі політичні режими не досягали такого рівня репресивності, як в СРСР, отже, і там був, нехай обмежений, простір для діяльності згаданих радикальних груп. Незважаючи на цілком зрозумілі спроби партійних істориків ОУН довести, що в СРСР у 1920-ті — 1930-ті роки існувало організоване націоналістичне підпілля, очевидно, що така можливість була мінімальною, такою, що її ніяк не можна порівняти зі згаданими країнами.

### ОУН

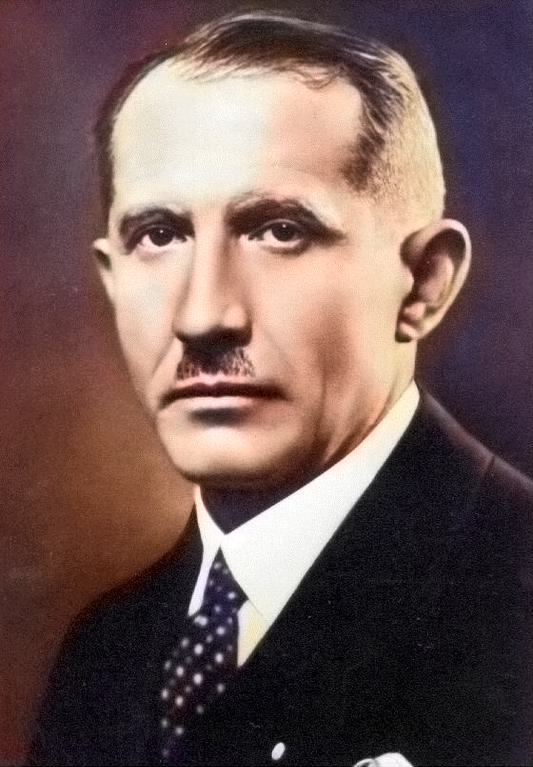
Євген Коновалець

Однією з найвпливовіших та найвідоміших українських націоналістичних організацій була Організація Українських Націоналістів. ОУН виникла у 1929 році шляхом об'єднання Української Військової Організації та декількох студентських націоналістичних спілок — Групи Української Національної Молоді, Легії Українських Націоналістів, Союзу Української Націоналістичної Молоді. Після вбивства Є. Коновальця у 1938 р. в ОУН відбувся розкол, і з того часу ОУН ((б) — бандерівці) (вживалося також (р) — революційна та СД — самостійники-державники) і ОУН ((м) — мельниківці) діють як окремі політичні сили, що переслідують спільну політичну мету. Окрім того, у повоєнний час у середовищі ОУН(б) стався конфлікт між групою представників ОУН(б) з України (М. Лебедь та ін.) та закордонною організацією С.Бандери. У результаті 1956 р. в еміграції з'являється ще одна ОУН ((з) — закордонна), вони ж «меншовики», або «двійкарі» (за іменем лідерів-засновників З. Матли та Л. Ребета).
На початковому етапі існування ОУН склався певний набір центральних світоглядних принципів, які впродовж десятиліть залишалися незмінними, але при цьому вони ніяк не могли розглядатися як монопольний ідеологічний продукт лише самої ОУН — загалом вони збігалися з базовими світоглядними засадами будь-якого націоналізму (державність нації, її суверенітет, культурна гомогенність). Однак трактування цих принципів, способи їхньої реалізації та взаємодії з іншими ідеологіями мали «місцеву специфіку» і змінювалися, щоправда, різними темпами і в різних спрямуваннях в окремих відгалуженнях руху.

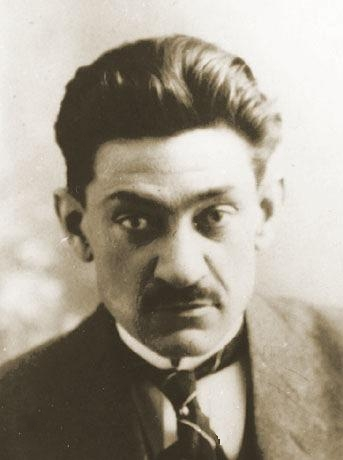
Дмитро Донцов

Зауважимо, що поруч з «інтегральним націоналізмом», українським уособленням якого діаспорські дослідники передусім вважають Організацію Українських Націоналістів та її попередників (Легію Українських Націоналістів, Союз Української Націоналістичної Молоді та ін.) можна поставити споріднений з ним, але дещо відмінний варіант радикального, тоталітарного націоналізму, так званий «донцовський» («чинний») націоналізм. Між донцовським «чинним націоналізмом» і так званим «організованим націоналізмом», хоча вони й були спорідненими явищами принаймні у 1930-ті роки, існували досить серйозні розбіжності, передусім, у тому, що «організований націоналізм» з усіма його крайнощами пропонував певну конструктивну політичну програму, мав риси систематизованого світогляду, політичної доктрини, тоді як «чинний націоналізм» Д. Донцова був зразком тотальної критики, нігілізму, йому бракувало елементів конструктивної програми, і він не являв собою виробленої світоглядної системи, будувався на публіцистичних посилках.
Оцінку «Націоналізму» та його автора дав В. Мартинець, член Проводу Українських Націоналістів. "Саме найновіший твір Донцова «Націоналізм», — писав він, — це на ділі кільканадцять ідеологічних фраз, але це не ідеологія в розумінні оцієї ідеологічної системи. Тому й назва його дещо претензійна, бо, показуючи на «Націоналізм» Донцова, ніхто не сказав би: ось це й є альфа та омега ідеології українського націоналізму. «Націоналізм» навіть не був закінченою світоглядною системою; програмової проблематики він зовсім не торкав, а проблема здійснення націоналістичних ідей (хто?, як?, коли?), по невдачі його (Донцова) почину з «Партією Національної Роботи», не тільки не цікавила його, але й наче взагалі не існувала для нього.
Донцовські гасла, оформлені у привабливу, яскраву публіцистичну фразу, сприймалися набагато легше, аніж переважно громіздкі теоретичні конструкції
ідеологів ОУН 1920-х — 30-х років, жодний з яких не міг похвалитися літературно-публіцистичним даром рівня Донцова. Його книга «Націоналізм» правила колосальне враження саме на ту частину молоді в Західній Україні, яка згодом стала основою «крайової ОУН». Для діячів ОУН з мігрантського середовища 1920-х — 30-х років Д. Донцов з його ідеями не мав статусу націоналістичного гуру, навіть більше, войовнича диструктивність його настанов стала об'єктом їхньої критики. Щоправда, керівництво ОУН утримувалося від оприлюднення цієї критики в пресі у 1930-ті роки, вважаючи це тактично недоцільним кроком.

Воїни УПА. 1946 р.

Важко виокремити якусь конкретну ідеологічну концепцію бандерівської фракції ОУН. Тривалий час ідеологією ОУН (б) був інтегральний націоналізм Дмитра Донцова. Багато чого з націоналістичної ідеології, включно з концепцією диктатури, не могло привабити колишніх радянських громадян, які пережили тяжкий досвід партійної тиранії. Отже, настійно необхідним був перегляд ідеології та політичної програми ОУН (б). Основні політичні компоненти ідеології ОУН було піддано ревізії (на Третьому Великому Зборі ОУН). Трапився розкол на «ортодоксів» і «ревізіоністів» (1943–1954 рр.), крім того, розпочалася повільна еволюція «мельниківської» ОУН.
Упродовж 1940-х — 1980-х pp. усі три течії ОУН, які мали організаційне оформлення, розвивалися кожна своїм шляхом. Після тривалої ідеологічної
стагнації «мельниківці» досить рішуче змінили ідеологічне обличчя. «Двійкарі» практично перейшли на позиції демократичного націоналізму, поза тим якихось визначних ідеологічних декларацій вони не залишили. «Бандерівці» після вигнання «ревізіоністів» та повернення на довоєнні позиції найдовше перебували в стані ідеологічного догматизму, і їхні спроби еволюціонувати в бік плюралізму та відходу від деяких принципів ортодоксального націоналізму зразка 1930-х років були досить суперечливими і не завжди послідовними.
Процес формування базових ідеологічних засад націоналістичного руху розпочався певною мірою спонтанно, вже на початку 1920-х років, але з середини 1920-х у ньому відчувається дедалі більша впорядкованість, пов'язана з його організаційною еволюцією. Значним кроком уперед стало створення націоналістичних часописів («Національна думка», «Державна нація», «Розбудова нації»), на сторінках яких, власне, й усталювалися основні ідеологічні постулати руху. Формування націоналістичних організацій (Легія Українських Націоналістів, Союз Української Націоналістичної Молоді, Група Української Національної Молоді) супроводжувалося досить гострими ідеологічними дискусіями і відходом тих, хто не погоджувався з його явними антидемократичними тенденціями.
Постанови Конгресу Організації українських націоналістів (Відень, 28 січня — 3 лютого 1929 р.) стали першим систематизованим варіантом викладу світоглядно-ідеологічних основ ОУН. Ідеологічну комісію Конгресу очолював Андрієвський, і, як свідчить Книш, найбільше тривалих дискусій відбувалося саме тут, і дискусії ці точилися саме між «крайовиками» (Ленкавський та Охримович) і представниками еміграції — Андрієвським та С. Демчиком. На думку Мірчука, суть полеміки полягала в тому, що «Юліян Вассіян, Степан Ленкавський і Степан Охримович обстоювали філософічно-ідеалістичні основи українського націоналізму, теоретично сформульовані в писаннях Миколи Міхновського і Дмитра Донцова. Іншу концепцію заступали Дмитром Андрієвський і Дмитром Демчук, які намагалися включити до ідеології українського націоналізму елементи матеріалістичного світогляду та демократизм типу уенерівщини. Перемогла перша концепція».
Найвищим типом людської організації проголошувалась нація як внутрішньо органічна, цілісна спільнота. Український націоналізм визначався як «духовий і політичний рух», який виник природним шляхом «з внутрішньої природи Української Нації в час її зусильної боротьби за підстави і цілі
творчого буття». Абсолютизація органічності нації та українського націоналізму, їхньої природності стала одним з базових і незмінних постулатів, яких ОУН у всіх її іпостасях неухильно дотримувалася впродовж усієї своєї історії.
Природною формою самоствердження нації та найвищим щаблем її розвитку проголошувалася держава, у цьому ОУН слідувала принципам класичного націоналізму, і цей елемент залишався незмінним у її програмах до початку 1990-х років. Майбутня форма державного устрою визначалася досить туманно і мала змінюватися відповідно до трьох етапів «державного будівництва України». На першому етапі — «національного визволення» чи «визвольної боротьби» — йшлося про встановлення національної диктатури (в яких формах буде реалізовано цю диктатуру, не згадувалося). В перехідний період побудови основ державності, після перемоги національної революції, «голова держави» мав «підготувати створення найвищих законодавчих органів на засаді представництва всіх організованих суспільних верств». Зрештою, із закінченням «перехідного періоду», із стабілізацією держави мав утворитися «представницький орган», який призначав би голову держави. Останній мав формувати найвищий орган виконавчої влади, відповідальний перед ним та «найвищим законодавчим тілом».

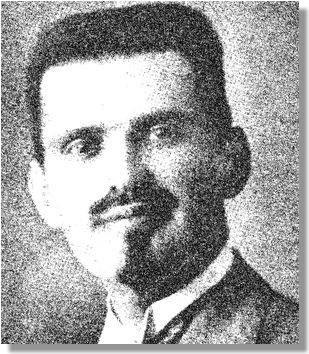
Макар Кушнір

Надто загальний характер формулювань щодо такого важливого компоненту політичної програми, як майбутній державний устрій, можна пояснити або тим, що автори програмних настанов навмисно вживали загальники, які можна було б трактувати в різний спосіб, або тим, що вони самі остаточно не визначилися з цим. Цікаво, що і в програмі ОУН 1939 p., і в програмних документах «мельниківців» другої половини 1940-х років майже без змін повторювалась теза про згадані три етапи державного будівництва.
Зрештою, не варто забувати й того, що до руху на всіх його етапах приєднувались люди, світогляд яких не вповні підпадав під гасло «інтегрального націоналізму». На першому конгресі висловлювалося чимало ідей і пропозицій, які часом мали взаємно суперечливий характер — ігнорувати їх було неможливо, але й взяти їх усі до уваги означало б перетворення програмних документів на еклектичний набір гасел. Потрібний був або компроміс, або відповідна тактика. У листі (16 липня 1929) до Макара Кушніра (Богуша) член Проводу ОУН і редактор журналу «Розбудова нації» Володимир Марганець писав: «Біда в тому, що Конгрес не висловився ясніше про майбутній державний устрій України. Під тим оглядом ми на Конгресі вели досить макіявелістську лінію: якби всі устрої взяли до нашої програми, то з ніяким не зв'язалися на життя і смерть».
Отже, формування ідеологічної платформи ОУН (всіх трьох течій) відбувалося під впливом різних мислителів та теоретиків, в процесі тривалих дискусій, конфліктів та розколів. Цей процес розтягнувся на декілька десятиліть. Одне лиш можна стверджувати з впевненістю: ідеологія ОУН пішла далеко від вузькопартійної ідеології українських партій першої половини XIX ст., надовго визначивши розвиток право-радикальної думки не лише в Україні а й далеко за її межами.

### Під час II СВ
Перед II СВ деякі українці вважали, що німці симпатизують їхнім націоналістичним сподіванням, оскільки Німеччина однією з перших країн, які визнали незалежність України 1918 року, та була найбільш імовірним супротивником Польщі та Радянської Росії. У вересні 1939 року за сприяння абверу було сформовано легіон ОУН в складі 600-т колишніх членів «Карпатської Січі». Цей легіон Сушка супроводжував німецькі війська під час їх вторгнення в Польщу, але внаслідок російсько-німецького пакту був розформований.
У червні 1941 року, перед початком операції «Барбаросса», було створено український батальйон добровольців «Нахтігаль» у складі «Бранденбургу». Інший батальйон, «Роланд», був сформований в Австрії. Ці дві ДУН супроводжували німецькі війська в Галичині («Нахтігаль»), чи були передислоковані до південної України («Роланд»). Однак, опісля передчасного проголошення ОУН (б) Акту незалежності, обидва підрозділи було відправлено до Німеччини.

## Націоналізм у незалежній Україні

Один з лідерів УНА-УНСО Анатолій Лупиніс

### 1991—1994 роки
Процес національного відродження 1989–1991 рр. в УРСР ознаменувався появою нових, альтернативних до КПУ політичних партій та рухів, переважно націонал-демократичного спрямування: «Народний Рух за перебудову», Українська Республіканська Партія та інші. Однак за короткий час значна частина найбільш політично активних громадян, переважно молодь, розчарувалась у новітніх націонал-демократичних течіях, закидаючи їм політичну нерішучість та надмірну поміркованість у поглядах. Так 19 серпня 1989 року члени молодіжного крила Української Гельсінської Групи на горі Маківка проголосили створення Спілки Незалежної Української Молоді. Снумівці відкрито маніфестували вихід України зі складу СРСР як мету своєї діяльності; виховання молоді в дусі патріотизму на прикладах національно-визвольних змагань ОУН та УПА тощо. Хоча СНУМ й була організацією нелегальною і діяла в умовах ідеологічних табу та заборон, проте, вона швидко знайшла прихильників по всій Україні. Менш ніж за рік з дня свого утворення СНУМ у своїх лавах об'єднала близько тисячі націоналістично налаштованих молодих людей з усіх регіонів України. У травні 1990 року загальна кількість обласних організацій СНУМ збільшується до 18. Існував осередок СНУМ у Перемишлі, Польща.
Головним засобом діяльності Спілки була агітаційна та просвітницька робота, організація мітингів, страйків, голодувань та пікетів. На своїх перших нелегальних мітингах у Києві та Львові снумівці збирали гроші для друку своїх маніфестів та періодичних видань (свої газети та листівки СНУМ друкувала в Литві та нелегально завозила до УРСР), що дало можливість поширювати свої ідеї в масах. Члени спілки влаштовували театралізовані дійства зі спаленням комсомольських квитків у Києві, Львові, Тернополі, Рівному, Дубно. Снумівці зорганізували бойкот весняного призову до Радянської Армії.З цією місією влаштовувались пікетування та голодування біля військкоматів. Жоден антирадянський мітинг в УРСР в період 1989–1990 рр. не відбувався без участі СНУМу. На весні 1990 р. СНУМ бере активну участь у парламентських виборах. Депутатом від СНУМ стає Ігор Деркач. У 1990 р. організація все виразніше поляризується на два табори: радикальний (формується навколо О. Вітовича та Д. Корчинського) та демократичний. Демократичне крило СНУМу реформувалось у Спілку Української Молоді, яка взяла за зразок діаспорну організацію СУМ, що відродилась у Німеччині у 40-х роках XX ст. СУМ не була радикальною організацією і ставила на меті виховання молоді на ідеалістичних засадах в дусі християнства та патріотизму.

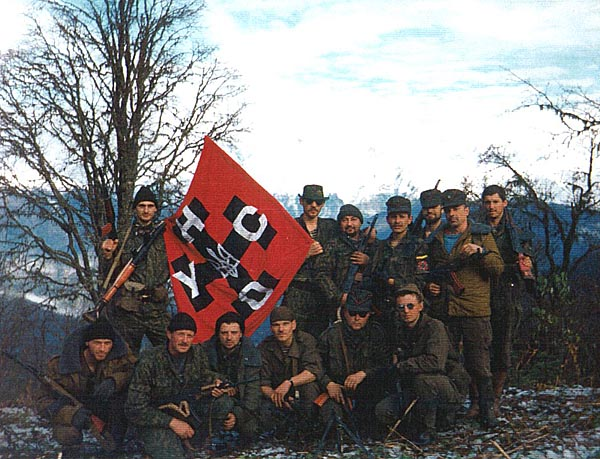
Бійці УНА-УНСО 1997 р.

Іншою була доля радикальної фракції СНУМу. Вона оформлюється (3-4 листопада 1990 року) в нове організаційне тіло: Українську Націоналістичну Спілку. Того ж 1990-го року УНС згуртувавши довкола себе найрадикальніших членів націонал-демократичних партій та організацій утворює Українську Міжпартійну Асамблею, яка згодом реформується в Українську Національну Асамблею і являла собою типову ультраправу партію. У 1991 році як реакція на путч в СРСР на заклик УНА формуються перші підрозділи Української Народної Самооборони, що ставлять собі на меті збір зброї та формування воєнізованих підрозділів з метою збройної протидії ГКЧП. Хоча УНСО формально й не було структурною частиною УНА, проте діяло як воєнізоване крило партії. З поширенням право-радикальних ідей на Заході України та в Києві лави УНСО швидко поповнюються. УНСО бере участь у збройних конфліктах: у Придністров'ї (1992 р.) на боці придністровських сепаратистів, у грузино-абхазькому конфлікті (1993 р.) на боці Грузії, у Нагірному Карабасі, у Косово на стороні Сербії, у Чечні на боці Ічкерії.

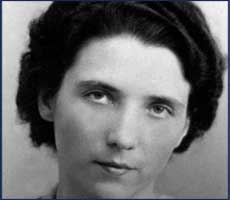
Ярослава Стецько

1990 року до України переїхав один із лідерів ОУН (мельниківців) Павло Дорожинський. Того ж року в Україні з'явилася лідер ОУН (бандерівців) Слава Стецько. В українських вищих школах з циклом лекцій виступали лідери «двійкарів» Анатоль Камінський і Тарас Гунчак. Стратегічна мета у всіх була спільна — Українська Самостійна Соборна Держава. Отже, на 1991 рік в Україні було три націоналістичні організації з одним брендом — ОУН. Варто зазначити, що згодом «двійкарі» вирішили відмовитися від діяльності в Україні, зосередившись на культурно-просвітницькій праці в країнах перебування української діаспори. Ідеологія «двійкарів» трансформувалася в ідеологію так званого ліберального націоналізму, який є дуже близьким до ідеології мельниківців. Часто ці організації виступають як союзники. Одним з небагатьох проявів діяльності ОУН (з) в Україні було продовження видання часопису «Сучасність» в Києві (з 1991 р.), співредакторами якого виступили Тарас Гунчак та Іван Дзюба.
Однак тактичні й особистісні розбіжності призвели до протистояння між мельниківцями та бандерівцями. ОУН (революційна), залишивши незареєстровану й нелегалізовану структуру ОУН, заснувала легальну партійну надбудову, яка діяла згідно з чинним законодавством України, — Конґрес Українських Націоналістів. Він був зареєстрований Міністерством юстиції України 26 січня 1993 року. КУН в цілому стоїть на право-консервативних позиціях та орієнтується на тих, хто визнає ідеологію українського націоналізму. Крім того, з ініціативи ОУН (р) було створено ряд громадських організацій, таких як: «Тризуб» ім. С.Бандери, «Меморіал» ім. В. Стуса тощо.
ОУН (мельниківців) оголосила себе «громадсько-політичною організацією» — такою собі сумішшю політичної партії і громадської організації. Дарма що в українському законодавстві не були передбачені такі форми об'єднань громадян, однак їй Мін'юст вручило свідоцтво про реєстрацію як громадської організації. А отже — висування депутатів і активної участі у виборчих компаніях ОУН не могла собі дозволити.
Восени 1993 року Міністерство юстиції зареєструвало ще одну партію — Організацію українських націоналістів в Україні (ОУНвУ), головою якої був Микола Сливка. Партія складалася переважно зі старих членів ОУН, які діяли лише в Україні. Протестуючи проти засилля представників діаспори, вони створили партію «ОУН в Україні». Нова партія ставила за мету об'єднати націоналістичні сили (хоча її виникнення часом пов'язують із непризнанням Слави Стецько як лідера бандерівського націоналізму) з метою опору комуністичній ідеології, розвитку української економіки, поліпшення правового становища українців. Але невдовзі ОУНвУ почала ділитися на безліч дрібних угруповань.

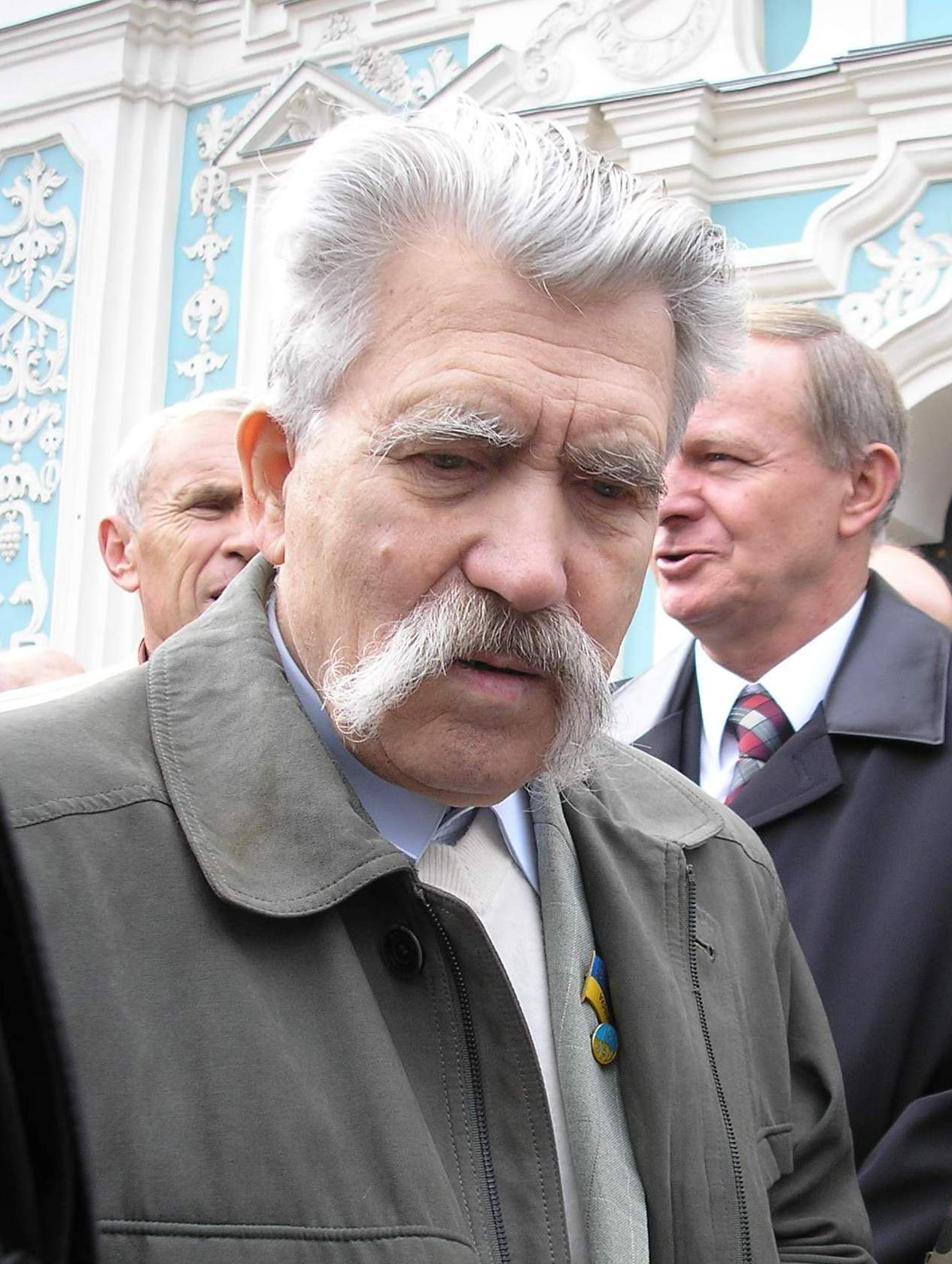
Левко Лук'яненко

Також до правих партій, які виникли на початку 90-х років і заявляли, що їх ідеологією є український націоналізм, можна зарахувати Українську республіканську партію Левка Лук'яненка; Українську консервативну-республіканську партію Степана Хмари, партію «Державна Самостійність України» Романа Коваля.
УРП утворилася з кількох політичних сил і була однією з перших політичних партій України. Почалося все з Української Гельсинської спілки. 29-30 квітня 1990 року на базі УГС було створено Українську республіканську партію. УРП була зареєстрована 5 листопада 1990 року. Її головою було обрано Л.Лук'яненка.
Українська консервативно-республіканська партія виникла після розколу УРП. Частина делегатів третього з'їзду УРП, що відбувався 1-2 травня 1992 року, на чолі з колишнім заступником партії Степаном Хмарою заявила про свій вихід. Пізніше більш радикально налаштовані республіканці створили УКРП.
Всеукраїнське політичне об'єднання «Державна Самостійність України» було створено у Львові 1990 року. Об'єднання прагнуло до побудови націократичної держави «в етнографічних кордонах демократичними засобами, до її інтеграції в європейські економічні структури». На думку ідеологічної референтури ДСУ, націократичний державний устрій означає: а) владу Проводу нації, владу політичної аристократі (так званні еліти), яка дієво прагне добра нації; б) стрижень проводу повинні становити українські військовики та діячі національно-визвольного руху різних років; в) добро нації здобувається у жорстокій боротьбі з ворогом; г) благо нації досяжне лише у своїй державі, де панує національний закон, а не закон інших країн, у державі, в якій неможливе панування національних меншин. ДСУ виступало за входження її членів у владні структури держави.
Окремою силою 1991 року постала Соціал-національна партія України, яка зайняла крайню праву позицію і була зареєстрована як політична партія 1995 року. Головою партії був обраний Ярослав Андрушків. СНПУ — радикальна партія крайнього правого напрямку, яка керується ідеологією соціал-націоналізму, ставить за мету взяти політичну владу в Україні для побудови нового суспільства; виступає за створення «Великої України» як унітарної держави української нації з президентською формою правління, з багатопартійністю; непримиримий противник комуністичної ідеології; вважає Росію причиною всіх бід в Україні; підтримує існування різноманітних форм власності; прихильник гармонійного поєднання інтересів суспільства і держави.

### 1994—1998 роки
1994 рік став випробувальним для націоналістів, які взяли участь у парламентських виборах. Але часті розколи націоналістичного табору не додавали позитивних емоцій потенційним виборцям. У підсумку все це обернулося незначною кількістю завойованих мандатів для націоналістичного табору. У Верховній Раді України II скликання націоналістів представляли: семеро депутатів від КУНу, двоє УКРПістів та троє від УНА-УНСО. Разом з тим, 1994 рік виявився якоюсь мірою і позитивним для націоналістів, адже на Місцевих Виборах 1994 року націоналісти отримали першого мера. Ним став мер Івано-Франківська Богдан Борович.
На парламентських виборах 1998 року (Верховна Рада України III скликання) націоналістичний табір був представлений трьома суперницькими виборчими суб'єктами: КУН спільно з УРП і УКРП створили блок «Національний Фронт», СНПУ та ДСУ створили блок «Менше слів» і окремо йшла партія УНА-УНСО. Найбільш потужним і реальним для об'єднання націоналістичного табору в Україні з метою участі у парламентських виборах вбачався Український національний фронт у складі КУН, УКРП, УРП, який підтримали ОУН (мельниківці) та ОУНвУ. Хоча націоналістична карта й розігрувалася на виборах 1998 року, але результати були не втішні. Народний Рух України проводячи кампанію не стільки проти ідеологічних опонентів, скільки проти «Національного фронту», переміг, отримавши 51 депутатський мандат. Все це поховало надію націоналістів на повернення у велику політику. Таким чином, у Верховній Раді України III скликання націоналісти були представлені чотирма КУНівцями та одним членом СНПУ Олегом Тягнибоком. Та трьома депутатами від УНА: Олегом Вітовичем, Юрієм Тимою та Ярославом Ілясевичем.

### 1999—2004 роки
Націоналістичні організації — УРП, УНА-УНСО — брали участь у протестах під час акції «Україна без Кучми». Після придушення акції почалися арешти її учасників. Під час перебування керівництва УНА-УНСО в ув'язненні очільником політради організації стає Едуард Коваленко. Юрій Тима засновує окрему організацію — Всеукраїнську громадську організацію «Українська народна асамблея — Українська національна солідарна організація».

### 2004—2012 роки
Після Помаранчевої революції 2004 року західна й центральна частини України здобули політичну національну ідентичність, яка сьогодні в цих регіонах послужила опорою для її наповнення громадянською суттю. Водночас південь і схід країни відчули себе зайвими, не розгледівши власних перспектив у «помаранчевому проєкті». Не дивлячись на загальну думку, на півдні й сході починається розвиток націоналізму і прояв національної ідентичності.
14 лютого 2004 року «Соціал-національна партія України» перейменовується на Всеукраїнське об'єднання «Свобода». Головою партії стає Олег Тягнибок.
2005 року починається відродження ГО «Патріот України» у Харкові. 17 січня 2006 року «Патріот» офіційно зареєстровано в Харківському обласному управлінні юстиції як громадську організацію. Керівництво нового і єдиного «Патріоту України» позиціює себе як Головний Провід незалежної організації, без прив'язки до будь-якої партії.
2006 року виникає ОУНД (Об'єднання українських націоналістів (державників)). ОУНД виникла внаслідок певних розходжень та суперечностей у поглядах і тактиці усередині Організації українських націоналістів. Це призвело до відходу від ОУН у 2005 році Павла Дорожинського і його середовища та виникнення нової націоналістичної організації. ОУНД перейняла від ОУН свою символіку, гімн та основоположні ідейні засади.
2006 року на місцевих виборах до Львівської обласної ради уперше пройшли 10 представників ВО «Свобода».
18 жовтня 2008 року відбулося побиття міліціонерам представників націоналістичних організацій. Ця подія стала важливою в історії Українського Націоналізму, тому що після неї відбувся остаточний розкол між так званими «старими» та «новими» націоналістами. На українській політичній арені з'явилися українські «нові праві». «Новими правими» зокрема є ВО «Свобода» та ГО «Патріот України».
8 листопада 2008 року була утворена Соціал-Національна Асамблея, яка організаційно об'єднала 4 соціал-націоналістичні організації (ГО «Патріот України», НД «РіД», ЧПР «Українська Альтернатива», ГО «СіЧ»).
2009 року на позачергових виборах до Тернопільської обласної ради 2009 уперше значну перемогу на місцевих виборах здобула ВО Свобода, взявши 50 мандатів.
Проводяться марші пам'яті та з'їзди. Ситуація 2010 року загострюється через президентські вибори 2010. Інтереси націоналістів на цих виборах представляла партія Свобода та кандидат від неї — Олег Тягнибок. Виникали розбіжності між представниками ВО «Свобода» та КПУ, а також ВО «Батьківщина» і Партії Регіонів. Внаслідок перемоги Януковича на президентських виборах положення націоналістів значно погіршилось.
На місцевих виборах 2010 року абсолютну більшість у Галичині та представництво по Західній Україні отримала ВО «Свобода». Також уперше мером став представник від ВО «Свобода» мер Тернополя Сергій Надал.
В серпні 2011 р. СБУ розпочала арешти старшин «Патріоту України» та активістів СНА осередків Києва та Василькова. В цьому ж році під арешт потрапили й харківський старшинський склад «Патріоту України».
5 червня 2012 року у першому читанні 234 голосами «за» було прийнято закон Ківалова-Колесніченка. Він безпосередньо утискав українську мову, надаючи привілеї російській. Внаслідок цього відбулись акції протесту проти цього закону.
2012 року в Києві почала діяльність спільнота «Білий молот» — з погромів незаконних ігрових закладів та наркотичних салонів. Перед рейдами члени організації одягали балаклави та брали в руки відеокамери та молоти. Свою діяльність пояснювали тим, що закон 2009 року «Про заборону грального бізнесу в Україні» не виконувався. Заявлений керівник організації — Владислав Горанін, який згодом зняв балаклаву, пояснивши це тим, що він втомився боятись.
На парламентських виборах 2012 року уперше в історії України націоналістична партія ВО «Свобода» пройшла у Верховну Раду, набравши 10,44 % голосів виборців, і вперше в історії України сформувала в Парламенті України потужну націоналістичну фракцію.

### 2014— сьогодення
Після революції 2013—2014 року відбувся підйом ідей націоналізму в суспільстві. Цьому сприяли постреволюційний хаос у політиці, анексія Криму, окупація Донбасу, повернення до влади олігархів, зростання криміногенної ситуації.
Ще під час революції 2013—2014 почали творитися Сотні Самооборони Майдану.
28 листопада 2013 року із представників націоналістичних організацій «Тризуб» ім. Степана Бандери, УНА-УНСО, Карпатська січ, Білий Молот, Чорний комітет, Комітет визволення політв'язнів, Патріот України була створена 23 сотня Самооборони Майдану «Правий сектор».
22 березня 2014 року з'явилася політична партія «Правий сектор». Лідером політичної партії «Правий сектор» став Дмитро Ярош.
Націоналістичні сили здійснили кілька спроб взяти місця в офіційній політиці:
- провідник партії «Правий Сектор» Дмитро Ярош узяв участь у позачергових виборах президента України та отримав 0,7 % голосів виборців[20];
- партія «Правий Сектор» взяла участь у позачергових виборах до Верховної Ради у жовтні 2014, взявши 1,80 % голосів[21], в результаті місце у парламенті отримав лише Дмитро Ярош[22], тодішній провідник ПС;
- партія ВО «Свобода» у парламентських виборах 2014 року взяла 6 депутатських мандатів[23], депутатами ВРУ VIII скликання стали: Юрій Бублик, Михайло Головко, Андрій Іллєнко, Юрій Левченко, Олександр Марченко, Олег Осуховський;
- командир батальйону «Азов» Андрій Білецький узяв участь у парламентських виборах на мажоритарному окрузі № 217 та з результатами підтримки в 33,75 %[24] отримав мандат депутата[25];

На місцевих виборах 2015 року ВО «Свобода» змогла закріпити свій результат, а також отримала ще трьох мерів. Представникам від ВО «Свобода» уперше стали мер Івано-Франківська Руслан Марцінків, мер міста Хмельницький Олександр Симчишин та мер Конотопа Артем Семеніхін.
14 жовтня 2016 року була утворена партія «Національний Корпус», лідером якої став колишній командир батальйону «Азов», народний депутат України Андрій Білецький. Партія складається з ветеранів російсько-української війни, громадських активістів, волонтерів тощо. Офіційна ідеологія партії — націократія.
22 січня 2019 року націоналісти із партій ВО «Свобода», «Правий сектор», ОУН, КУН та організації С14 заявили про підтримку єдиного кандидата на президентських виборах 2019 року Руслана Кошулинського. При цьому, хоч підписаний «Національний маніфест» разом з іншими націоналістичними партіями, «Національний корпус» про підтримку єдиного кандидата так і не заявляв. Кошулинський зайняв 9-те місце з 307 244 голосами, що склало 1,62 % від усіх виборців, що голосували в першому турі.
На парламентських виборах в Україні 2019 року ВО «Свобода» змогла перемогти лише в одному місті — Івано-Франківську, завдяки чому здобула лише одне мажоритарне місце в парламенті. Представницею партії у Верховній Раді стала Оксана Савчук.
На місцевих виборах 2020 року ВО «Свобода» змогла закріпити свій результат у регіонах й отримати нових мерів. Усі 4 мери від ВО «Свобода» були переобрані на наступні терміни. Новими «свободівськими» мерами стали Андрій Найда (Калуш) та Михайло Посітко (Кам'янець-Подільський).

## Націоналістичні організації та рухи
В історії України була ціла низка організацій, які сповідували націоналістичну ідеологію. До таких можна віднести: Українська радикальна партія (1890), Братство тарасівців, УНП (1902), Українська Військова Організація, Група Української Національної Молоді, Легія Українських Націоналістів, Союз Української Націоналістичної Молоді, Організація Українських Націоналістів, Організація українських націоналістів революційна, Спілка Незалежної Української Молоді, Українська Націоналістична Спілка, Українська міжпартійна асамблея, Українська Національна Асамблея — Українська Народна Самооборона, Державна самостійність України, Українська консервативна республіканська партія, Українська національна консервативна партія, Білий Молот та націоналістичні партії з ідеологічним спрямуванням на поєднання соціальної (не соціалістичної) держави і державного капіталізму: Соціал-національна партія України («СВОБОДА»), Соціал-Національна Асамблея.

## Символи
Символи українських національних держав і українських націоналістичних партій та організацій.

Військо Запорозьке
Українська держава
УНР
ЗУНР
ОУН-М
ОУН-Б
Україна
УНА-УНСО
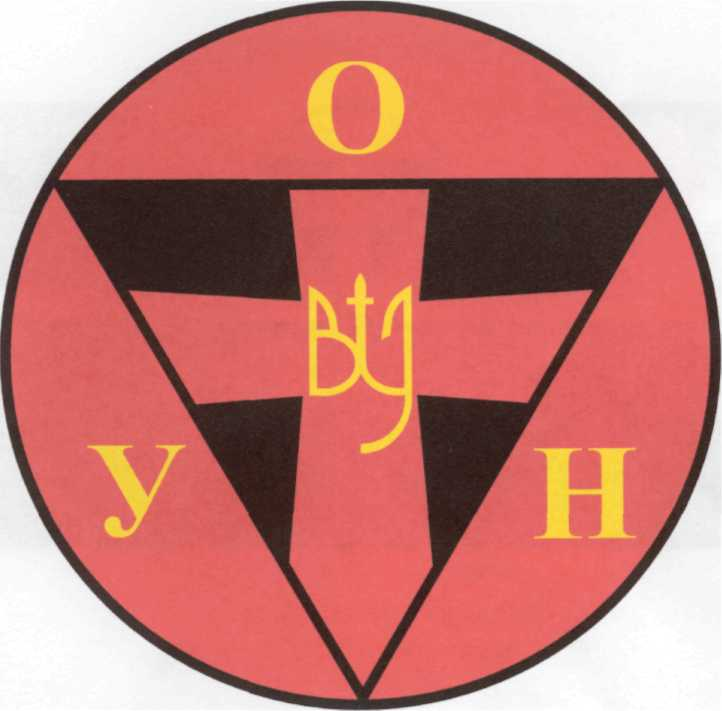
Емблема ОУНвУ
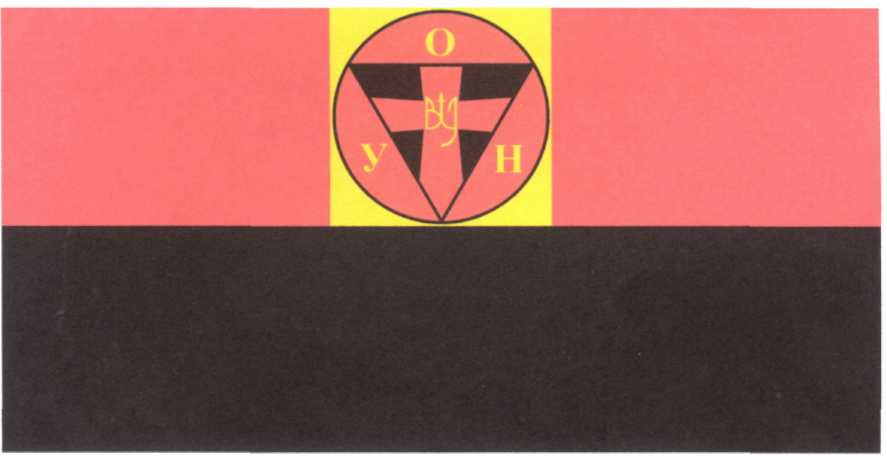
Прапор ОУНвУ
Соціал-Національна Асамблея
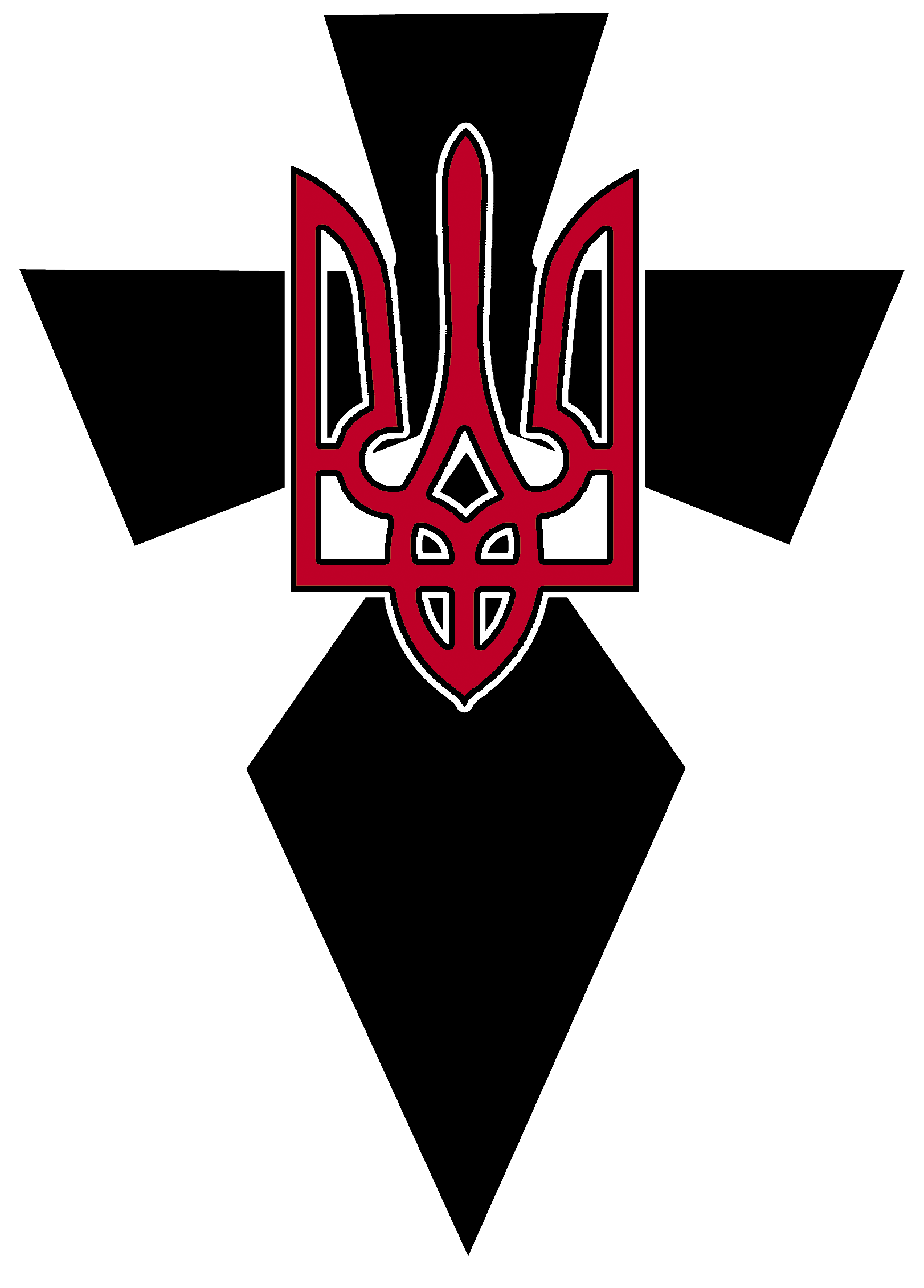
ВО «Тризуб» ім. С. Бандери
ВО «Свобода»
НВР «Правий сектор»
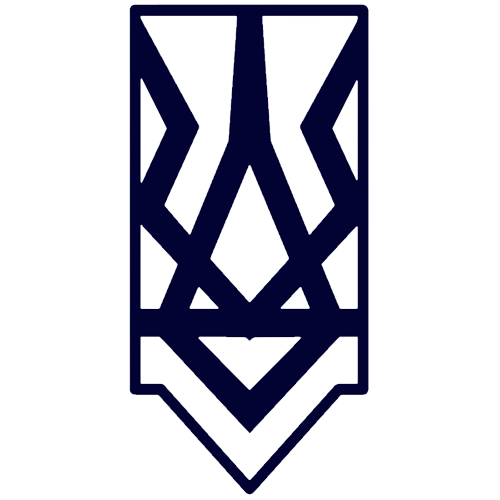
Національний корпус
С14